# Pharodes tortugensis
Pharodes tortugensis är en kräftdjursart som beskrevs av C. B. Wilson 1935. Pharodes tortugensis ingår i släktet Pharodes och familjen Pharodidae. Inga underarter finns listade i Catalogue of Life.